# Miriam Broicher
Miriam Broicher (* 1990 in Köln) ist eine deutsche Schriftstellerin. Größere Bekanntheit erlangte sie durch ihren Fantasy-Roman Tor zum Schattenland.

## Leben
Broicher besuchte das Erzbischöfliche Irmgardis-Gymnasium und machte dort 2010 ihr Abitur. Mit zehn Jahren schrieb sie kleine Gedichte und mit elf ihre ersten Kurzgeschichten. Laut eigenen Angaben spielt sie gerne Tennis und Klavier.
Sie lebt mit ihren Eltern und ihrem Bruder in der Stadt in Köln.

## Erfolge
Nach ihrem ersten Roman wurde die damals 14-Jährige mit großem Lob von Kritikern bedacht. Auch der Auftritt der damals 16-Jährigen aus Anlass ihres zweiten Buchs Das Geheimnis der Elfen in Stefan Raabs Sendung TV total sorgte für weitere Bekanntheit.

## Werke
- Invasion der Schneemänner, Edition Fischer GmbH 2004, ISBN 3-899500-70-9
- Das Geheimnis der Elfen, Wagner Verlag 2007, ISBN 3-86683-085-8
- Tor zum Schattenland, Emons Verlag 2009, ISBN 3-897057-02-6